# Адельшлаг
Адельшлаг (нім. Adelschlag) — громада в Німеччині, розташована в землі Баварія. Підпорядковується адміністративному округу Верхня Баварія. Входить до складу району Айхштет. Складова частина об'єднання громад Нассенфельс.
Площа — 51,98 км2. Населення становить 3025 ос. (станом на 31 грудня 2020).